# Am Rande der Zeiten
Am Rande der Zeiten (englischsprachiger Titel At the Edge of Time) ist ein Filmdrama von Jörg Reichlin. Darin befindet sich der Dichter Wolfgang Hanebrecht, gespielt vom Regisseur selbst, in einer Schaffenskrise. Am Rande der Zeiten wurde ab Ende August 2021 erstmals in der Schweiz gezeigt.

## Handlung
Der Dichter Wolfgang Hanebrecht lebt in Frankfurt, verlässt Deutschland und macht sich auf den Weg in die Kleingartenanlage seines Freundes in Zürich. Er hofft hier in dem Schrebergarten seine Schreibblockade zu überwinden und den frühen Tod seiner Frau zu verarbeiten.
Er versucht an seinem zweiten Roman zu arbeiten, doch das gelingt ihm nicht. Als sich sein Verleger von ihm abwendet, weil er den Abgabetermin nicht einhält und dann auch noch gebeten wird, den Schrebergarten kurzfristig zu räumen, ist seine Tochter Anna die einzige Stütze für ihn. Nun lebt Wolfgang als Obdachloser unter einer Brücke, verbrennt das Manuskript bei einem Lagerfeuer, sucht aber weiter nach Ideen für seinen Roman.

## Produktion

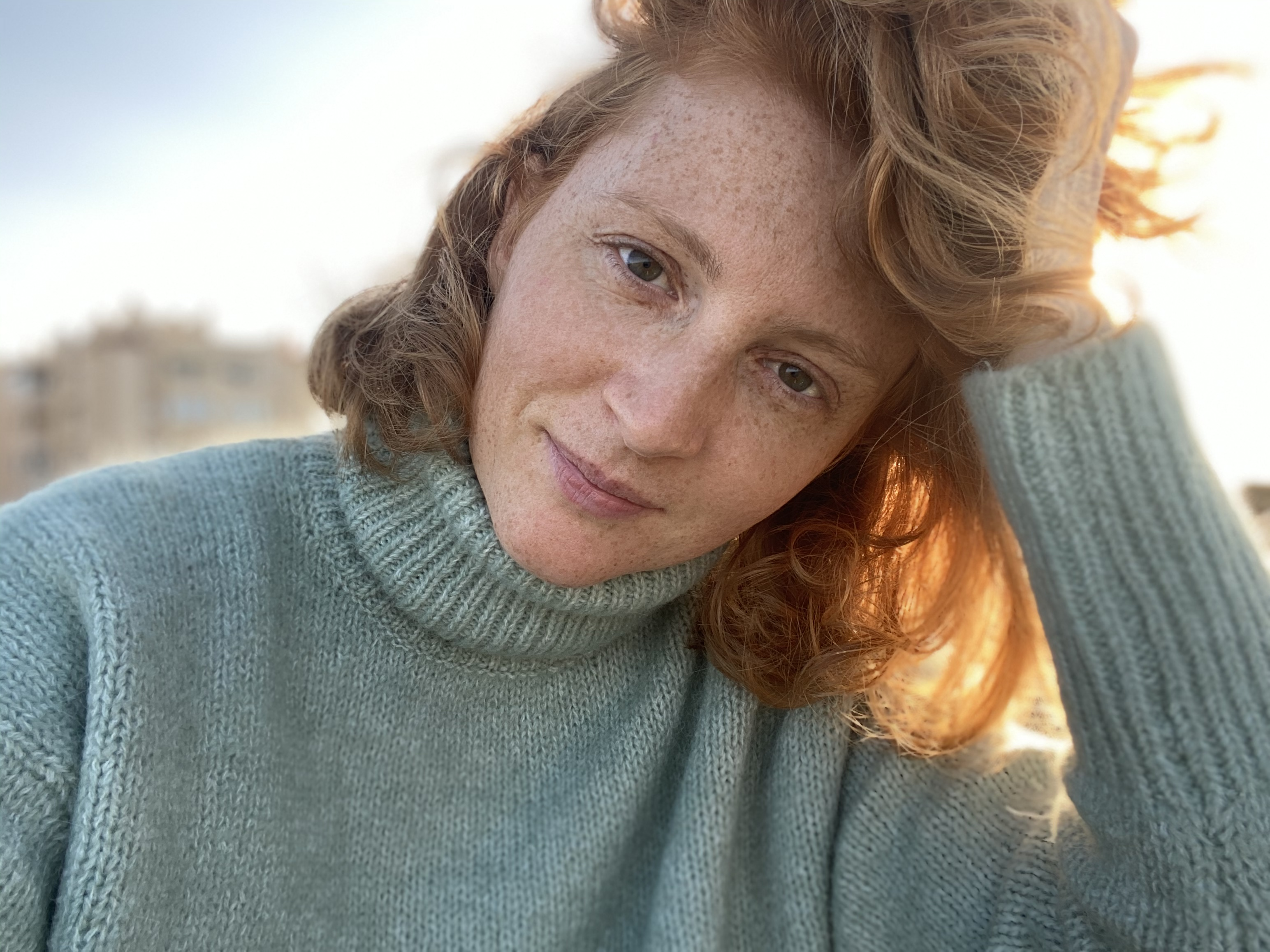
Silke Franz spielt Wolfgangs Tochter Anna

Regie führte Jörg Reichlin, der auch das Drehbuch schrieb und in dem Low-Budget-Film die Hauptrolle von Wolfgang Hanebrecht spielt. Die deutsche Schauspielerin Silke Franz spielt seine Tochter Anna. Kameramann und Filmeditor Hans Schellenberg ist als Beamter zu sehen, Jannis Reichlin spielt den Freak.
Eine für März 2020 terminierte Premiere musste wegen der Coronavirus-Pandemie abgesagt werden. Schweizer Vorpremieren erfolgten Ende August 2021. Im September 2021 waren Vorstellungen beim International New York Film Festival geplant.

## Rezeption
In der Begründung der Nominierung für die Rome Independent Prisma Awards heißt es, als versiertem Geschichtenerzähler gelinge es Jörg Reichlin, Bilder und Inhalte, Realität und sinnliche Abschweifung mit erstaunlicher Harmonie und Sensibilität zu verbinden, und auch in der Rolle des Dichters Wolfgang bringe er Wahrnehmung und Wirklichkeit, Sinn und Gefühl in Einklang. So sei dieser Film offensichtlich eine Art Spiegel, in dem sich der Regisseur selbst als Künstler widerspiegelt. Es gelinge ihm mit dem Film, seine Gefühle zu „kommunizieren“ und damit wie große Werke ein universelles Publikum zu erreichen.

## Auszeichnungen
International New York Film Festival 2021
- Nominierung als Bester Spielfilm in der Kategorie No-Budget under $25,000 – 60 minutes or longer
- Nominierung für die Beste Regie (Jörg Reichlin)
- Nominierung als Bester Schauspieler
- Nominierung als Beste Schauspielerin[8]